# 짐 아이젠라이크
제임스 마이클 아이젠라이크(James Michael Eisenreich, 1959년 4월 18일 ~ )는 전 미국의 메이저 리그 베이스볼 선수로 1982년부터 1984년까지, 그리고 1987년부터 1998년까지 15년간 활약하였다. 그는 아메리칸 리그의 미네소타 트윈스와 캔자스시티 로열스, 내셔널 리그의 필라델피아 필리스, 플로리다 말린스와 로스앤젤레스 다저스에서 활약하였다. 그는 1루수, 외야수와 지명 타자를 맡았다.

## 경력
필리스와 자신의 첫 해인 1993년 아이젠라이크는 자신의 최고 해들 중의 하나를 함께 놓아 .318점을 타구하여 필리스가 내셔널 리그 페넌트를 우승하는 데 도움을 주었다. 필리스가 다음 시즌에 슬라이드를 시작하며 그는 팀의 몇몇의 밝은 지위들 중의 하나였으며, 1996년 마지막으로 온 필리스를 위하여 .361점을 타구하였다.
아이젠라이크는 1998년 5월 14일 "블록버스터" 야구 트레이드의 일부였다. 그는 토드 자일레와 마이크 피아자를 위하여 바비 보니야, 게리 셰필드, 찰리 존슨, 마누엘 바리오스와 함께 말린스에서 다저스로 이적되었다.
아이젠라이크는 다저스의 투수들을 상대로 자신의 장기적 성공으로 알려졌다. 그의 .405 타구 평균과 .620 장타율은 거대하게 그의 다른 경력의 수들을 넘어 아무 팀을 상대로 가장 성공적인 아무 1명의 선수의 랭킹에 들었다.
그는 현재 캔자스시티 지역에 살면서 투렛 증후군의 어린이들을 위하여 짐 아이젠라이크 재단을 운영하고 있다.